# Raimundo de Soler
Raimundo de Soler, Balí de Mallorca, nació en 1603 y murió el 20 de marzo de 1680, a los 77 años, como atestigua su lápida situada detrás del altar del oratorio de la Concatedral de San Juan. Aparte del papel sustancial de Soler como benefactor de la iglesia de Nuestra Señora del Pilar (La Valeta) poco más se sabe de él.
La inscripción de la lápida indica que Raimundo de Soler compró su espacio funerario en 1674, el mismo año que posó para el retrato que hay en la iglesia de Nuestra Señora del Pilar (La Valeta), obra del artista sevillano Pedro Núñez de Villavicencio. En el retrato, inusualmente para un personaje de alto rango de una orden militar, el Balí Raimundo de Soler no está representado con armadura sino con el uniforme diario estándar de un Caballero Hospitalario del siglo XVII.
La lápida de Raimundo de Soler, contiene una intrigante  inscripción: “DIES MEI BREVIA BUNTUR SI LARENA DON LOS DIAS Y ASI PASANDO SE VAN POCO TIEMPO DURARAN”, una extraña combinación de español y latín que parece referirse a la brevedad del tiempo.  Los mensajes crípticos, ya sea en forma verbal o visual, no eran infrecuentes en el período barroco temprano, una época en la que el dominio del lenguaje, el conocimiento de los textos y la comprensión de las imágenes definían el alcance del aprendizaje y la erudición de una persona, lo que contribuía al estatus de una manera clara dentro de una Orden jerárquica.